# Helter Skelter
〈Helter Skelter〉는 영국의 록 밴드 비틀즈의 노래로 1968년에 발매된 곡으로 《The Beatles》에 수록된 곡이다. 이 곡은 폴 매카트니가 쓴 것으로, 레논-매카트니로 되었다. 이 노래는 매카트니가 가능한 한 크고 더러운 소리를 만들어 내려는 시도의 산물이었다. 비틀즈의 음반은 "헤비 메탈 소리"로 잘 알려져 있고 음악사들은 헤비 메탈의 초기 발전에 중요한 영향을 끼치는 것으로 간주되고 있다. 《롤링 스톤》은 〈Helter Skelter〉를 "100대의 위대한 비틀즈 노래" 목록 52위에 올렸다.

## 작곡
폴 매카트니는 이 곡을 작곡한 계기로 신문에서 더 후의 최신 싱글 〈I Can See For Miles〉에 대한 리뷰를 들었다. 매카트니가 읽었던 당시 그 리뷰에선, 〈I Can See For Miles〉를 "디스토티드 기타, 잔향, 스크림으로 가득한, 역사상 가장 시끄럽고 가장 거친 노래"라 평가했다. 매카트니는 이를 보고 좀 더 시끄러운 곡을 지어보겠다고 결심하고 그 결과물로서 〈Helter Skelter〉가 등장했다.

## 노래
〈Helter Skelter〉는 이전 곡 〈Saxy Sadie〉가 조용히 끝나고 나서 시끄러운 디스토티드 기타 소리와 함께 시작된다. 그리고 매카트니가 도입 부분을 부르기 시작하고 반복구가 시작됨과 동시에 모든 멤버가 연주를 시작한다. 코러스에선 독창적인 리프가 등장한다.
곡의 가사에서, 매카트니는 한번도 언급하지 않았지만, 루이스 캐럴의 이상한 나라의 앨리스의 한 구절인 "Will you, won't you, will you, won't you will you won't you join the dance?"과 닮아 있다.
2005년 3월, 《Q》 매거진은 〈Helter Skelter〉를 100대 기타 트랙 중 5위로 선정했다.

## 녹음
1968년 6월 18일 세션 중에 27분 11초에 달하는 〈Helter Skelter〉의 첫 번째 버전이 녹음되었다. 이는 《The Beatles》에 수록된 4분 29초 버전에 비해 느리고 더 환각적인 등 음반 버전과는 큰 차이가 있다. 같은 날 녹음한 〈Helter Skelter〉의 테이크 2는 《Anthology 3》에 4분 37초로 편집되어 수록되어 있다.
《The Beatles》에 수록된 곡은 1968년 9월 9일 총 18개가 녹음되었으며, 각각의 길이는 약 5분 정도였다. 그날 녹음 된 것 중 마지막 녹음(테이크 18)이 음반에 수록되었다. 그날 18번의 녹음을 마친 후 링고 스타는 녹음실에서 그의 드럼 스틱을 던지면서 "손에 물집 잡혔어!"(I've got blisters on my fingers!)라 소리쳤다. 링고의 이러한 절규는 《The Beatles》 음반의 스테레오 버전(CD에서 들을 수 있다.) 마지막 부분에서 페이드 인 되는 부분에 삽입되었다. 모노 버전(LP)의 경우는 그러한 절규 없이 곡이 끝난다. 미국에서는 모노 버전이 발매되지 않았지만, 후에 《Rarities》에서 미국판 모노 버전이 나왔다.

## 영향
〈Helter Skelter〉는 하드 록 리프의 전형을 만들었다고 평가받는다. 많은 음악 평론가들은 이 음악을 하드 록, 헤비 메탈의 원형(原形)으로 여기고 있다.
이러한 연유로 U2, 에어로스미스, 오아시스 등 후세의 여러 록 밴드들은 이 곡을 자주 커버한다.

## 커버 버전
- 1975년 에어로스미스는 〈Helter Skelter〉를 녹음했지만 1991년에야 《Pandora's Box》 컴필레이션 음반에 수록됐다.[5] 커버 곡은 메인스트림 록 트랙 차트 21위에 올라 있다.
- 1978년 수지 앤 더 밴시스는 그들의 데뷔 음반 《The Creak》에 노래의 첫 커버들 중 하나를 발매했다.
- 1981년 팻 베네타는 자신의 음반 《Precious Time》에 이 곡의 커버를 포함시켰다.
- 1983년 더 밥스는 그들의 이름이 적힌 음반에 카펠라 버전을 발매했다.[6] 1984년 그래미 어워드 후보에 올라 2개 이상의 목소리를 위한 최고의 보컬 배열 되었다.[7]
- 1983년 이 곡의 리메이크 곡이 머들리 크루 음반 《Shout at the Devil》에도 실렸다.
- 1988년 U2가 《Rattle and Hum》 음반의 첫 곡으로 사용되었다. 이 곡은 1987년 11월 8일 콜로라도주 덴버의 맥니콜스 스포츠 아레나에서 라이브로 녹음되었다.[8] 보노는 이 곡을 소개하면서 이렇게 말했다."이 곡은 찰스 맨슨이 비틀즈로부터 훔쳐 간 곡입니다. 우리는 그것을 다시 훔치고 있습니다."[9]
- 1989년 바우 와우는 〈Helter Skelter〉를 녹음했고, 싱글로 발매되었으며, 이 곡의 이름을 따서 그들의 음반에 이름을 붙였다.
- 2007년 오아시스는 본래 B면의 〈Who Feels Love?〉라는 주제로 〈Helter Skelter〉의 커버 곡을 녹음했다. 그들은 또한 2000년대 초에 그들의 4집 앨범 《Standing on the Shoulder of Giants》를 홍보하면서 그들의 월드 투어에서 이 곡을 연주했다. 2001년 그들의 라이브 음반 《Familiar to Millions》의 한 라이브 버전이 녹음되었다.
- 2007년 데이너 푸치스는 영화 《어크로스 더 유니버스》에서 이 노래를 불렀다.
- 2007년 스테레오포닉스은 그들의 싱글 곡 〈It Mean Nothing〉의 버전을 녹음했다.
- 2007년 비탈리카는 〈Helvester of Skelter〉라는 패러디를 녹음했는데, 이것은 또한 메탈리카의 노래 〈Harvester of Sorrow〉의 패러디였다.
- 2018년 마릴린 맨슨과 롭 좀비가 함께 2018년 7월 11일 발매한 곡을 녹음했다.

## 참여 인원
- 폴 매카트니 – 리드 보컬, 일렉트릭 기타, 피아노
- 존 레논 – 백 보컬, 6현 베이스, 일렉트릭 기타, 음향 효과(금관 악기를 통한)
- 조지 해리슨 – 백 보컬, 리듬 기타, 일렉트릭 슬라이드 기타, 음향 효과
- 링고 스타 – 드럼, 카우벨, 고함 소리
- 말 에번스 – 트럼펫

마크 루이슨과 알란 W. 폴락 인원